# دانيل تسوي
دانيل تسوي  (بالصينية: 崔琦) هو فيزيائي صيني أمريكي حاز على جائزة نوبل للفيزياء عام 1998 بالمشاركة مع العالم الأمريكي روبرت لافلين والعالم الألماني هورست شتورمر عن تفسيرهم تأثير هول الكمي الجزئي، كما حصل ثلاثتهم في العام ذاته على وسام بنجامين فرنكلن.
ولد دانيل تسوي في 28 فبراير 1939 بمقاطعة هونان بالصين وهو يعمل الآن أستاذا بجامعة برنستون حيث يقوم بتدريس خواص المادة الصلبة وأشباه الموصلات. كما كان يدرس الفيزياء بجامعة كولومبيا من 2006 حتى 2008. خلال فترة كان دانيل تسوي في خدمته النشطة في الزمالة المسيحية في الحرم الجامعي.